# Палац Спорту (станція метро, Харків)
«Палац Спорту» (до 17 травня 2016 — «Маршала Жукова») — 9-та станція Харківського метрополітену. Була першою на ділянці другої черги Холодногірсько-Заводської лінії, яка почала діяти у серпні 1978 року. З моменту відкриття і до 6 травня 1994 року мала назву «Комсомольська».
17 травня 2016 року Харківська ОДА на виконання закону «про декомунізацію» перейменувала станцію метро «Маршала Жукова» на «Палац Спорту».

## Назви
Проєктна назва станції «Завод Кондиціонер», за назвою розташованого біля одного з виходів станції підприємства.
Первинна назва станції, «Комсомольська», пов'язана з одним з символів компартії СРСР, молодіжним рухом Комсомолом.
6 травня 1994 року станція була перейменована на «Маршала Жукова», в другому її вестибюлі урочисто був відкритий бюст полководцеві Другої світової війни, Маршалу Радянського Союзу Георгію Жукову. На той же час проспект 60-ти річчя СРСР (нині  — проспект Льва Ландау) (станція метро знаходиться на його розі) була перейменована в проспект Маршала Жукова (з 2016 року — проспект Петра Григоренка).
17 травня 2016 року Харківська ОДА на виконання закону «про декомунізацію» перейменувала станцію метро «Маршала Жукова» на «Палац Спорту» (названа за розташованому неподалік від станції Палацу спорту).

## Технічна характеристика
Колонна станція мілкого закладення з острівною прямою платформою. 
Станція має два вестибюля та ескалатори з однієї зі сторін платформи.

## Колійний розвиток
Станція без колійного розвитку.

## Місцезнаходження
Станція знаходиться на розі проспекта Петра Григоренка та проспекта Героїв Харкова, в житловому масиві Нові Будинки.
Виходи зі станції ведуть до готелю «Турист», заводу «Кондиціонер», Селекційної станції, Дому меблів, а також до супермаркетів («Таврія В», «Клас»). Станція має значне навантаження, приймаючи пасажиропотоки з більшої частини району Нових Будинків.

## Галерея

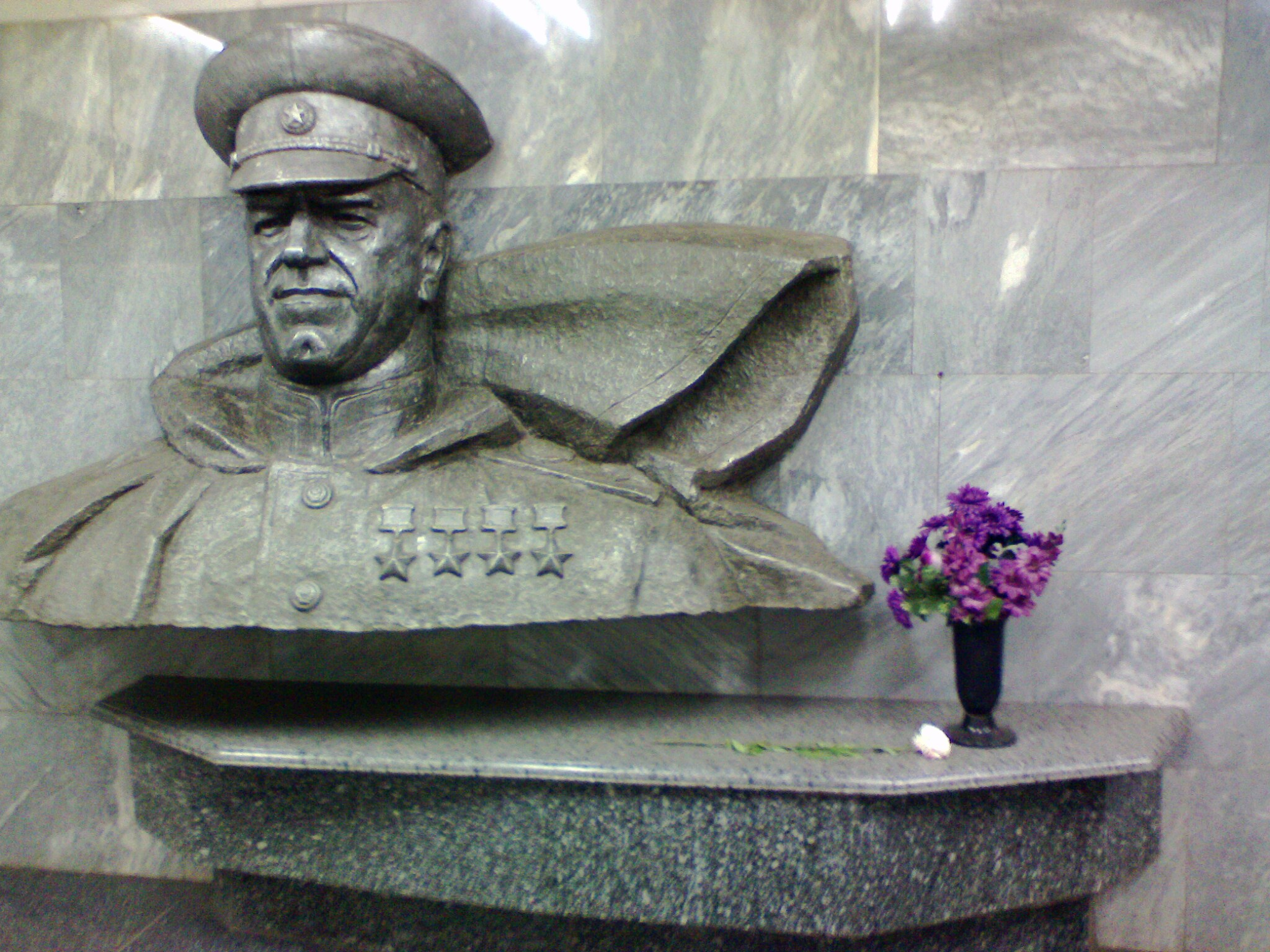
Колишній бюст Маршала Радянського Союзу Георгія Жукова у вестибюлі станції
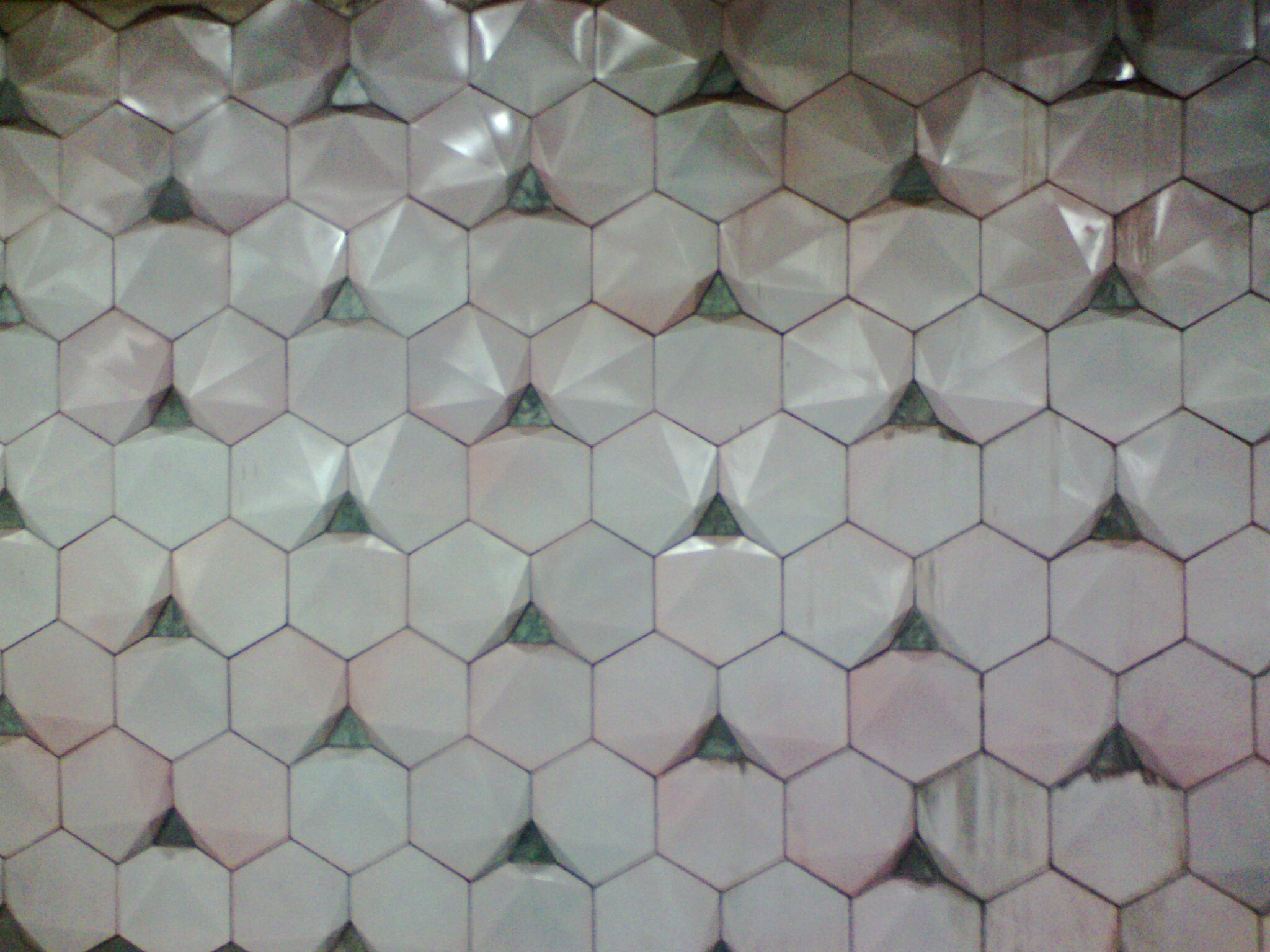
Оформлення стін станції